# Кебрада де Умауака
Кебрада де Умауака (на испански: La Quebrada de Humahuaca) е живописна долина в Северозападна Аржентина, в провинция Хухуй).
Долината Умауака се разпростира по дължина от 155 km от север на юг, на повече от 2000 m. надм. височина, на около 1649 km от Буенос Айрес. Своето название получава по името на малкото градче Умауака (исп. Humahuaca). През долината тече река Рио Гранде, която е пълноводна през лятото.
Долината е кръстопът на икономическите и културни връзки в района; заселена е в древни времена преди повече от 10 000 години от коренните индиански народи, а през средните векове през долината преминават керванните пътища на инките и испанските конкистадори и колонисти. На територията на долината стават едни от най-важните сражения по врема на аржентинската война за независимост.
През 2003 г. долината е включена в Списъка на световното наследство на ЮНЕСКО.